# Fanny Haussmann
Pour les articles homonymes, voir Haussmann.
Franziska Maria Elisabeth Haussmann, Fany Haussmann, Fanny Haussmann ou Fanny Hausmann, née le 15 avril 1818 et morte le 4 avril 1853, est une écrivaine slovène et une poète d'origine allemande.
Fanny Hausmann est généralement considérée comme la première femme poète à écrire en slovène, bien que cette déclaration ai été contestée. La plupart de son travail a consisté en des poèmes patriotiques et des poèmes d'amour.